# 凹多面体
凹多面体（おうためんたい）は、いずれかの辺（稜）における二面角（2つの面で作られる角度）が180度を超える多面体である。多面体に対する凹多面体・凸多面体は、多角形に対する凹多角形・凸多角形に相当する。
凸多面体ではない多面体は凹多面体であるため、星型正多面体や穿孔多面体は全て凹多面体である。
正多面体や半正多面体などは全て凸多面体であり、凹多面体ではない。
穿孔多面体でない限り、つまり球面に位相同型であれば凹多面体も凸多面体と同様にオイラーの多面体定理が成立する。